# Claudius de Cap Blanc
Claudius de Cap Blanc, pseudonyme de Jean-Claude Lagarde, né le 1er novembre 1953 à Oust et mort le 11 novembre 2022 à Ganac est un sculpteur français.
Il se présente comme « vulvographiste », ou « vulvograffeur », c'est-à-dire comme dessinateur, peintre et graveur de vulves.

## Biographie
Claudius de Cap Blanc est né le 1er novembre 1953 à Oust dans le département de l'Ariège, dans une famille paysanne où la vie était rude. Sa mère a eu dix enfants dont trois sont morts. Claudius dit être le « remplaceur » de son frère Jean-Claude, mort à 22 mois de gangrène, après être tombé dans une casserole de lait bouillant. Il déclare : « Ma mère n'arrivait pas à s'en remettre, elle disait toujours le seul enfant que j'ai désiré, c'est toi, pour remplacer ton frère. J'ai l'impression que je vis un peu de la vie qu'il n'a pas eue ».
Il est retrouvé mort le vendredi 11 novembre 2022 dans la matinée au Prat d'Albis, à Ganac en Ariège au milieu de son œuvre, son jardin vulvotique situé à 1500 mètres d'altitude. L'artiste se serait donné la mort par arme à feu. Une arme à feu ainsi qu'un écrit auraient été retrouvé près du corps.
Le 20 octobre 2022, Claudius de Cap Blanc a posté sur sa chaîne Youtube une vidéo montrant les dégradations commises sur ses œuvres du Prat d'Albis ; les créations de Claudius de Cap Blanc honorent des grandes femmes ainsi que quatre grands hommes : Olympe de Gouges, les carmélites de Compiègne, Louise Michel, Marguerite Porete, Rosa Park, Hypatie d'Alexandrie, les Cent Mille Sorcières, les Femen du monde, Jan Hus, François Villon, Henry David Thoreau, Bobby Sands ; les noms de ces personnages ont subi un vandalisme incompréhensible selon la vidéo postée sur la chaine You tube de Claudius de Cap Blanc[Selon qui ?] …[réf. nécessaire][pas clair]

## Œuvres
Les œuvres de la première période (Art affabulatoire, 1994-2006) sont conservées au Mas d'Azil (Ariège) au musée de l'Affabuloscope, son musée privé, tandis que les œuvres postérieures (Vulvographie) se trouvent disséminées en divers points du département, notamment en moyenne et haute montagne, plusieurs milliers de vulves étant gravées sur le roc.
La démarche « affabulatoire » consiste à partir du constat que l'Histoire est lacunaire : beaucoup de choses — des possibles — auraient pu exister mais n'existent pas ; il s'agit de combler ces vides en inventant des personnages qui inventent « ce qui a oublié d'être ».
Les première œuvres (1994-1996) sont faites de pièces mobiles en bois et en métal avec des poulies, des manettes, des mécanismes parfois compliqués, comme le Redresseur de torts, L'Inverseur de tendance, le Frein à dépense, la Règle de conduite, le Réconciliateur, le Pèse-mot, le Semoir “à tout vent”, L'Arrondisseur d'angles, la Balance à peser le pour et le contre, L'Embouteilleur de nuages, la Machine à gommer le passé, L'Érotographe de Bouvier, la Machine à verser dans le tragique, etc., sont accompagnées d'un historique renseignant sur l'inventeur supposé, l'époque de l'histoire où est replacé l'objet et sa fonction. Ce sont des « fragments d'histoire » qui bouchent les trous de l'Histoire en essayant de résoudre des problèmes que ni la religion, ni la philosophie, ni la science, ni la politique n'ont pu résoudre avec leurs moyens. Certaines œuvres sont teintées d'humour et de dérision tout en s'attaquant, pour certaines, à des problèmes cruciaux qui se posent à l'humanité depuis longtemps (L'Auto-aliénateur, L'Amidonnoir, Le Sèche-larme, Le Maïeutiqueur, La Roue à mouvement perpétuel, La Machine à joindre les deux bouts).
Les œuvres de la seconde période (1997-2006) se présentent sous forme de série. "Histoire de Larmes" compte 18 œuvres, chacune inventée par un "inventeur inventé" dont la biographie se déroule en textes et en objets à trois dimensions couvrant une période "historique" de trois siècles: 1653 (date de l'invention du premier sèche-larmes par un certain Philibert Jouanin) à 1953, date de la dernière invention par R. Cassignol. Ces inventeurs fictifs ont tous une biographie succincte qui les replace dans le contexte historique où ils sont censés avoir œuvré. On peut notamment voir leur portrait, soit peint lorsqu'il s'agit des périodes anciennes, soit photographique pour les périodes plus récentes. Ces biographies comportent des détails historiques véridiques, amalgamés à la fable, ce qui rend ces "récits métahistoriques" vraisemblables. Le but de l'artiste étant de faire entrer le regardeur dans un univers particulier où l'on finit par y croire. La série des sèche-larmes de cette "épopée", ainsi qu'une collection de "larmes embouteillées" par les Chasseurs de larmes du XIXe siècle, sont exposés au Musée de l'Affabuloscope.
À partir de 2007 Claudius de Cap Blanc se consacre à la vulvographie, peinture et gravure sur les rochers et les arbres des Pyrénées ariégeoises et dans des lieux publics.
Le défaut d'autorisation lui vaudra d'être poursuivi en justice pour "dégradation" de biens. En 2013, "pour avoir exprimé, à plusieurs reprises, son art à un endroit inapproprié" (l'entrée de la grotte du Mas d'Azil) en geste de protestation "contre un projet d'art contemporain coûteux pour le contribuable et qui, selon lui, défigurait la grotte", il est condamné à 2 mois de prison et 6 000 € d'amende.
C'est à la suite d'une conférence du préhistorien Jean Clottes au Parc Pyrénéen de l'art préhistorique intitulée « Le signe de la vulve », en 2007, que Claudius de Cap Blanc réalise que l'un des premiers symboles "inventés" par homo sapiens, au début de l'aurignacien, n'aurait d'autre but que de représenter la Femme et plus largement le Féminin. Ce symbole, "première lettre du premier alphabet du premier homme", inaugurerait "l'origine de l'écriture", visant à faire le "récit de l'histoire de la Vie". "Ce récit a été ébauché par mes ancêtres il y a 38 000 ans sur les parois rocheuses des grottes, je me propose de le reprendre et de le poursuivre après qu'il a été mis sous cloche par des millénaires de civilisation patriarcale".

## L'Affabuloscope
Musée privé installé au Mas-d'Azil.

## Radio
Claudius de Cap Blanc a fait l'objet d'un documentaire radiophonique "Sur les Docks" de France Culture : Derrière le miroir, Claudius de Cap Blanc, diffusé le 15 octobre 2012. Productrice : Sophie Bocquillon. Réalisation : Jean-Claude Loiseau.

## Film
Claudius de Cap Blanc fait également l'objet d'un long-métrage documentaire, À l'aube du vulvolithique, tourné avant qu'il quitte l'Affabuloscope. Le film est montré une première fois dans une version en construction au cinéma Le Casino à Lavelanet puis au Mas d'Azil à l'occasion de la réouverture du Musée de l'Affabuloscope. La version définitive du film sera montrée à partir de septembre 2021 . Fabrice Leroy, qui a réalisé ce film, a également fait un documentaire sonore d'une durée de 80 minutes, Dans les entrailles de l'Affabuloscope.

## Télévision
- 1994 : Éclats de rue
- 1995 : TF1 20 heures
- 1995 : JT Toulouse Soir
- 1996 : Vent Sud Pyrénées
- 1998 : Alice Pyrénées France 3
- 1998 : Vent Sud Pyrénées
- 1998 : Demain c’est dimanche, Pyrénées
- 2001 : Magazine 12-14
- 2003 : JT Toulouse midi 15 minutes, Pyrénées
- 2003 : Les dossiers de France 3, Pyrénées
- 2005 : JT Toulouse midi, Pyrénées
- 2011 : Midi pile Midi Pyrénées
- 2011 : JT Toulouse soir, Pyrénées
- 2016 : 12-13 édition Midi-Pyrénées

## Publication
- Claudius de Cap Blanc Le Premier Testament des Mangphus, La Pâte-à-Histoires, Le Mas-d'Azil, 2017  (ISBN 978-2-37277-153-5).
- Claudius de Cap Blanc, La Vulve et ses proscrits, La Pâte-à-Histoires, Le Carla-Bayle, 2018  (ISBN 978-2-9564989-4-0).
- Claudius de Cap Blanc, L'ère vulvolithique, La Pâte-à-Histoires, Le Carla-Bayle, 2018  (ISBN 978-2-9564989-0-2).
- Claudius de Cap Blanc, Le Signe de  a Vulve, Les Affabulés, Le Mas d'Azil, 2019  (ISBN 978-2-9564989-7-1).
- Claudius de Cap Blanc, L'Ère Vulvolithique, La Pâte-à-Histoires, Le Carla-Bayle, 2018  (ISBN 978-2-9564989-0-2).
- Claudius de Cap Blanc, La Somme Vulvographique, La Pâte-à-Histoires, Le Carla-Bayle, 2018  (ISBN 978-2-9564989-2-6).
- Claudius de Cap Blanc, La Première lettre, La Pâte-à-Histoires, Le Carla-Bayle, 2018  (ISBN 978-2-9564989-1-9).
- Claudius de Cap Blanc, À la Recherche du Temps Lithique, La Pâte-à-Histoires, Le Carla-Bayle, 2018  (ISBN 978-2-9564989-3-3).
- Claudius de Cap Blanc, Le Vulvificat, La Pâte-à-Histoires, Le Carla Bayle, 2021,  (ISBN 978-2-9573309-1-1).
- Claudius de Cap Blanc, Vulvoglyphes, La Pâte-à-Histoires, Le Carla Bayle, 2021,  (ISBN 978-2-9573309-0-4).
- Claudius de Cap Blanc, Gynéçance, La Pâte-à-Histoires, Le Carla-Bayle, 2021,  (ISBN 978-2-9573309-2-8).

## Vidéographie
- Si la terre était une déesse, 25 juin 2016.
- Des vulves et des mains pour le dire, 2016.
- Faire feu de tout bois, 2016.
- Roches gynéçantes, 2016.
- Accrochage d'une pierre vulvaire au Fer-à-Cheval, juillet 2010.
- Enfouissement d'une pierre vulvaire au château de Montségur, juin 2016.
- Chutes de pierres vulvaires, janvier 2010.
- Crucifixions, août 2015.
- Le Palais idéal, 2017.
- Un lithiculteur semait, 2016.
- Vous n'êtes pas seuls, 2015.
- Cueillir le fruit, 2016.
- Des pierres qui ont une histoire à raconter, 2017.
- La parole aux roches, 2017.
- Signes gynéçants, 2017.